# 광천수

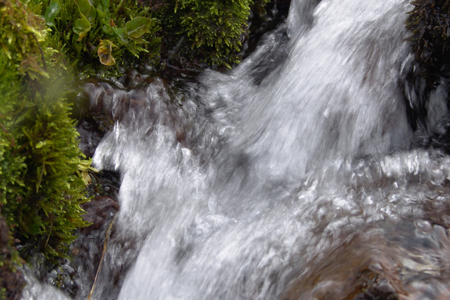

광천수(鑛泉水), 생수(生水) 또는 미네랄 워터(영어: mineral water)란 광천에서 솟아나는 물로, 염분과 황화물 등의 광물질을 포함하고 있다. 사람이 마실수 있는 물로, 1급수에 해당이 된다.
약수마다 성분은 다르지만 피부병, 안질, 당뇨병 등에 효과가 있다.

## 같이 보기
- 병입수
- 식수
- 수질